# Slovenské Krivé
Slovenské Krivé é um município da Eslováquia, situado no distrito de Humenné, na região de Prešov. Tem 6,39 km² de área e sua população em 2018 foi estimada em 119 habitantes.

## Demografia
| Ano:        | 1994 | 2004   | 2014   | 2024   |
| ----------- | ---- | ------ | ------ | ------ |
| Broj ljudi: | 129  | 139    | 126    | 123    |
| Razlika:    |      | +7,75% | -9,35% | -2,38% |

| Ano:               | 2023 | 2024   |
| ------------------ | ---- | ------ |
| Número de pessoas: | 121  | 123    |
| Diferença:         |      | +1,65% |